# Sibbaldia
- Commons
- Wikispecies

Sibbaldia L. é um género botânico pertencente à família Rosaceae. Possui cerca de 40 espécies.

## Sinonímia
- Dryadanthe Endl.
- Sibbaldianthe Juz.

## Espécies
| - Sibbaldia adpressa - Sibbaldia altaica - Sibbaldia aphanopetala - Sibbaldia argentea - Sibbaldia axilliflora - Sibbaldia byssitecta - Sibbaldia californica - Sibbaldia compacta - Sibbaldia congesta - Sibbaldia cuneata - Sibbaldia emodi - Sibbaldia erecta - Sibbaldia fragariastrum - Sibbaldia glabriuscula - Sibbaldia grandiflora | - Sibbaldia macropetala - Sibbaldia macrophylla - Sibbaldia maxima - Sibbaldia melinotricha - Sibbaldia micropetala - Sibbaldia minutissima - Sibbaldia octopetala - Sibbaldia olgae - Sibbaldia omeiensis - Sibbaldia parviflora - Sibbaldia pentaphylla - Sibbaldia perpusilla - Sibbaldia perpusilloides - Sibbaldia phanerophlebia - Sibbaldia polygyna | - Sibbaldia potentilloides - Sibbaldia procumbens - Sibbaldia pulvinata - Sibbaldia purpurea - Sibbaldia pusilla - Sibbaldia sabulosa - Sibbaldia semiglabra - Sibbaldia sericea - Sibbaldia sikkimensis - Sibbaldia taiwanensis - Sibbaldia tenuis - Sibbaldia tetrandra - Sibbaldia trullifolia |

- Lista completa

## Classificação do gênero
| Sistema | Classificação                       | Referência               |
| ------- | ----------------------------------- | ------------------------ |
| Linné   | Classe Pentandria, ordem Pentagynia | Species plantarum (1753) |